# Miejski Zakład Kąpielowy w Zabrzu

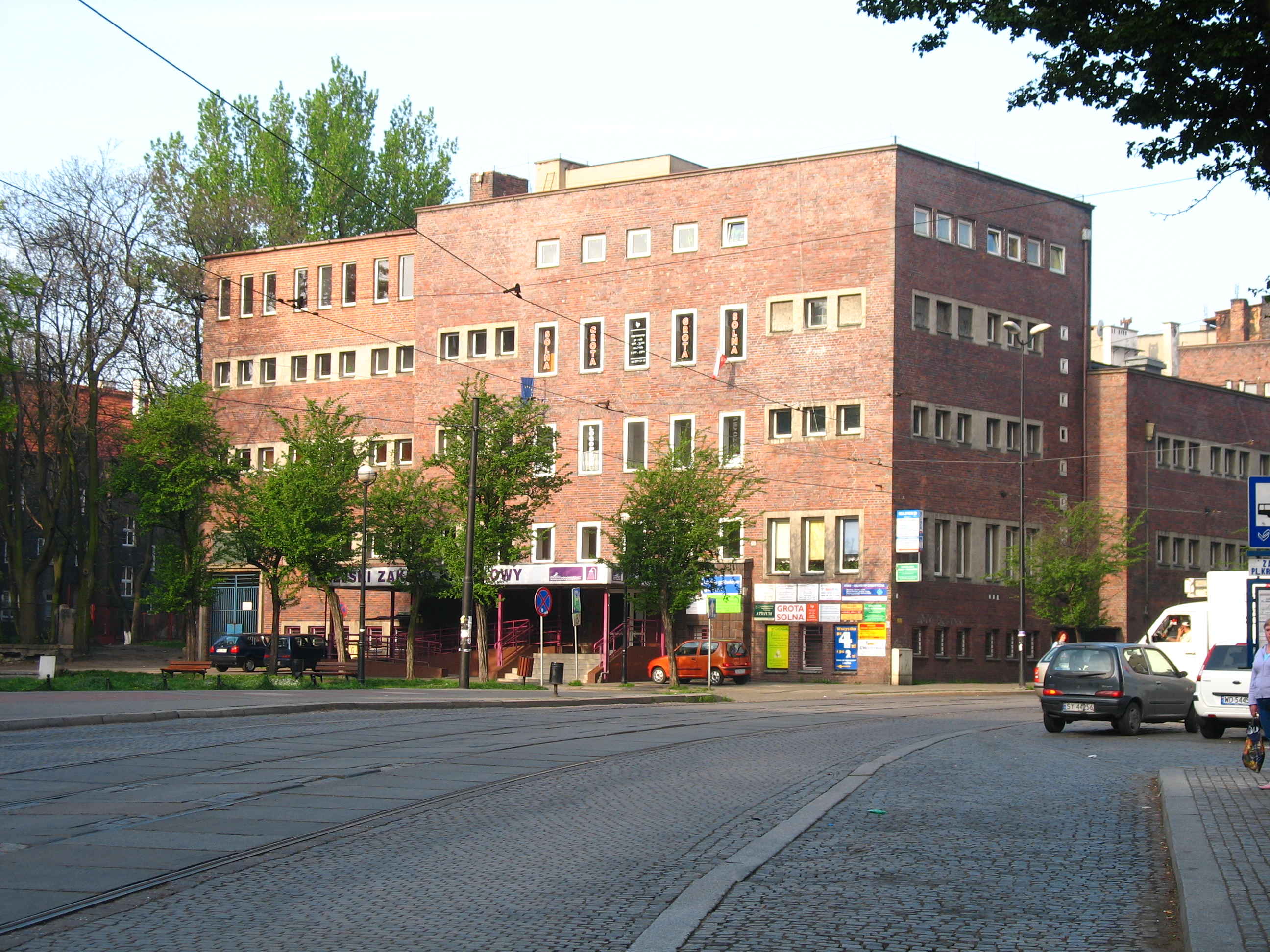
Miejski Zakład Kąpielowy w Zabrzu

Miejski Zakład Kąpielowy w Zabrzu - kryty basen miejski w Zabrzu.
Basen mieści się w budynku przy Placu Krakowskim 10. 
Obiekt powstał w latach 1927-1929 jako "Łaźnia miejska" (niem. "Stadtbad") i został wzniesiony w stylistyce wczesnego modernizmu i ekspresjonizmu.
Basen kąpielowy ma wymiary: 24,5 m x 10 m. 
W budynku ponadto mieszczą się sala gimnastyczna, sauny (suche i mokre), natryski, kabina do biczy szkockich, szatnie, sanitariaty, pomieszczenia do leżakowania i biura (zarządu basenu i firm zewnętrznych).
W 2012 roku zakończyła się gruntowna modernizacja obiektu, która objęła m.in. prace ogólnobudowlane, prace związane z termomodernizacją, modernizacją technologiczną (m.in. urządzenia filtrujące wodę na bazie ziemi okrzemkowej, podgrzewacze wody, dźwigi osobowe i pompy filtrujące). Budynek został również dostosowany dla potrzeb osób niepełnosprawnych.